# Mariko Kouda 2nd Music Clips My Best Friend 2
『Mariko Kouda 2nd Music Clips My Best Friend 2』（まりここうだセカンドミュージッククリップスマイベストフレンド2）は、國府田マリ子の2枚目のミュージック・ビデオ集。1999年8月6日、キングレコードより発売。DVD版を2000年2月4日に発売。

## 解説
8thシングル「Looking For」以降コナミ時代後半のミュージック・ビデオを収録。収録曲として記載がないが、3曲目/4曲目の間、及び4曲目/5曲目の間にオフショット動画が収録されている。

## 収録曲
1. Looking For〜モノクローム・ヴァージョン
作詞：國府田マリ子
作曲：ながつきまろん
編曲：西脇辰弥
2. 大切に思えるものが一緒ならいいよね
作詞：國府田マリ子
作曲：ながつきまろん
編曲：亀田誠治
3. コバルト
作詞・作曲：八野英史
編曲：b-flower
4. 待っていました
作詞・作曲：種ともこ
編曲：亀田誠治
5. みらくるふれんど
作詞：國府田マリ子
作曲：ながつきまろん
編曲：亀田誠治